# سيندي شانون
سيندي شانون (بالإنجليزية: Cindy Shannon)‏ هي أكاديمية أسترالية، ولدت في 28 يوليو 1959 في بريزبان في أستراليا.